# Schmutzige Kriege – Dirty Wars
Schmutzige Kriege – Dirty Wars ist ein 2013 gedrehter Dokumentarfilm des Regisseurs Richard Rowley. Produzent und Drehbuchautor ist der Journalist Jeremy Scahill. Scahill schrieb zudem ein Sachbuch, das auf den Recherchen zum Film basiert und auf Deutsch unter dem Titel Schmutzige Kriege. Amerikas geheime Kommandoaktionen erschien ISBN 978-3-88897-868-5. Der Norddeutsche Rundfunk erstellte eine 45-minütige Fernsehfassung, die unter dem Titel Schmutzige Kriege – Die geheimen Kommandoaktionen der USA Ende November 2013 im Ersten erstausgestrahlt wurde.

## Handlung
Thema des Films sind die vielen Facetten und Schauplätze des verdeckten, weltweit geführten US-amerikanischen Kriegs gegen den Terror, insbesondere die Operationen des United States Joint Special Operations Command.
Der investigative Journalist Jeremy Scahill reist nach Afghanistan, Jemen, Somalia und andere Orte, an denen die USA einen Krieg gegen den Terror  führen. In Afghanistan untersucht er, wie die USA versuchten, den Tod von fünf Afghanen, darunter zwei schwangere Frauen und ein Mädchen im Teenageralter, in Khataba zu verschleiern. Scahill trifft sich mit amerikanischen Soldaten und afghanischen Zivilisten und spricht über das Thema. Einer seiner Gesprächspartner ist der U.S. Senator Ron Wyden.
Scahill untersucht die Ermordung des US-Bürgers Anwar al-Awlaki und seines Sohnes Abdulrahman al-Awlaki in Jemen. Scahill hält den Krieg gegen den Terror  für eine „selbsterfüllende Prophezeiung“, weil die zivilen Opfer zu mehr Muslims führen, die gegen die USA kämpfen. Er berichtet auch über den jemenitischen Journalisten Abdulelah Haider Shaye, der verhaftet und wegen Terrorunterstützung verurteilt wurde, weil er über den Drohnenkrieg der USA berichtete.

## Rezeption
Schmutzige Kriege – Dirty Wars erhielt ein gutes Presseecho, was sich auch in den Auswertungen US-amerikanischer Aggregatoren widerspiegelt. So erfasst Rotten Tomatoes größtenteils positive Besprechungen und ordnet den Film dementsprechend als „Zertifiziert Frisch“ ein. Laut Metacritic fallen die Bewertungen im Mittel „Grundsätzlich Wohlwollend“ aus.

„Mit dem Kriegskorrespondenten als Noir-Schnüffler ergibt sich ein Exposé mit Stil und Biss[.] Schonungsloser Stoff und bittere Medizin für Loyalisten der US-Aussenpolitik.“

Trevor Johnston lobte den Film in Time Out für seinen Stil und dass er die Politik hinter Obamas Fassade als der „Guten“ beleuchte.
Des Weiteren wurde der Film bei den folgenden Auszeichnungen berücksichtigt:
- 2013: Sundance Film Festival Cinematography Award in der Kategorie US-amerikanischer Dokumentarfilm[12]
- 2013: Nominierung: Sundance Film Festival Grand Jury Prize Bester Dokumentarfilm
- 2013: CPH:DOX Bester Dokumentarfilm
- 2013: Filmfestival von Little Rock Bester Dokumentarfilm
- 2013: Filmfestival von Little Rock für außerordentlichen Mut im Filmemachen
- 2013: Telluride Mountainfilm Festival Bester Dokumentarfilm
- 2013: Traverse City Film Festival Special Award Bester Dokumentarfilm
- 2013: Founders Prize  Special Award Bester Dokumentarfilm
- 2013: Boston Independent Film Festival Bester Dokumentarfilm
- 2014: Nominierung: Oscar als Bester Dokumentarfilm
- 2014: Internationales Filmfestival von Warschau Bester Dokumentarfilm
- 2014: Nominierung: Cinema Eye Honors Award Beste Kamera
- 2014: Cinema for Peace Awards Bester Dokumentarfilm
- 2014: Nominierung: Golden Trailer Award
- 2014: Motion Picture Sound Editors Golden Reel Award  für den besten Tonschnitt